# Theodor Kotsch
Friedrich Christian Theodor Kotsch (né le 6 janvier 1818 à Hanovre, mort le 27 novembre 1884 à Munich) est un peintre allemand.

## Biographie
Theodor Kotsch est le fils du marchand hanovrien Theodor Kotsch au moment de l'Union personnelle entre la Grande-Bretagne et Hanovre (de) et de sa femme Anna Dorothea Henriette Ede. La famille est membre de la paroisse de l'église du marché et, selon l'Adressbuch der Stadt Hannover (de) de 1817, vit au siège de la société Kotsch et Borchers, un magasin de produits manufacturés anglais, dans la maison "am Altstädter Markte 573". À partir de 1820 au plus tard, ses parents habitent Knochenhauerstraße 44. Kotsch a une sœur; son beau-frère est Friedrich Ede (de).
Après avoir terminé ses études, Theodor Kotsch va à l'école polytechnique de sa ville natale à partir de 1833, vraisemblablement pour ensuite exercer une profession bourgeoise, par exemple en tant qu'architecte ou ingénieur. Au cours de sa formation, qui dure jusqu'en 1838, il reçoit des leçons de Heinrich Schulz, qui travaille également comme peintre et restaurateur. Les premiers dessins qu'il réalise sont sur la base de modèles anciens, Kotsch n'a pas encore d'instructeur pour la peinture. Enrôlé en 1838, il obtient en juillet 1839 une attestation d'origine (de) pour se rendre à Munich où, à 21 ans, il trouve l'inspiration en autodidacte en étudiant les maîtres anciens exposés à la Galerie royale. Mais surtout Kotsch pratique la peinture de paysage grâce à Albert Zimmermann, qui enseigne à Eberfing. Très tôt, il crée des études d'huile d'après nature dans la région de Munich. Dès 1840, il montre ses premières ambiances du matin et du soir, avec des paysages forestiers et hivernaux, à l'Association d'art de Munich (de).

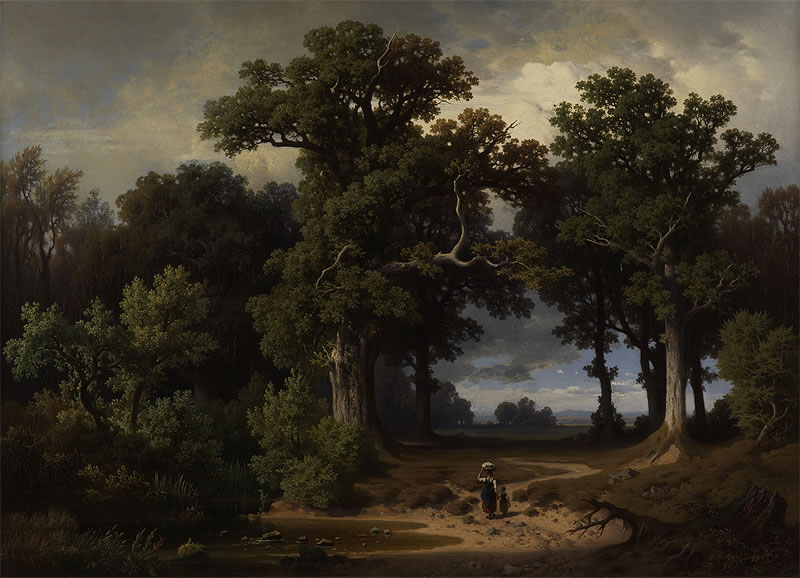
Paysage, 1855.

En 1845, il retourne à Hanovre et y reste environ neuf ans. Au cours de cette période, il trouve ses motifs principalement lors de longues randonnées à travers les montagnes du Harz, mais aussi, par exemple, sur le château Regenstein (de).
À l'automne 1854, Kotsch s'installe à Karlsruhe et rejoint le peintre paysagiste Johann Wilhelm Schirmer. Après 1870, il retourne à Munich et y reste jusqu'à la fin de sa vie.
La ville de Hanovre est devenue l'héritière du peintre, qui a surtout créé des aquarelles. Un an après la mort de l'artiste, la Galerie nationale de Berlin présente une exposition commémorative avec un grand nombre de croquis créés par Kotsch, qui proviennent principalement des possessions du musée provincial prussien de Hanovre et de la possession du beau-frère de Kotsch, Friedrich Ede, qui vit également à Hanovre.